# Venă jugulară internă
Vena jugulară internă este o venă jugulară pereche, care colectează sângele din creier și părțile superficiale ale feței și gâtului . Această venă intră în teaca carotidă împreună cu artera carotidă comună și nervul vag . 
Aceasta începe în compartimentul posterior al foramenului jugular, la baza craniului . Acesta-i oarecum dilatat la originea sa, numindu-se bulb superior . 
Această venă are, de asemenea, un trunchi comun în care drenează ramura anterioară a venei retromandibulare, vena facială și vena linguală . 
Aceasta coboară pe partea laterală a gâtului în direcție verticală, fiind la un capăt, laterală, de artera carotidă internă, apoi lateral de artera carotidă comună, iar la rădăcina gâtului, se unește cu vena subclaviculară pentru a forma vena brahiocefalică (venă innominată); un pic deasupra terminării sale este o a doua dilatație numită bulb inferior . 
Deasupra, se întinde până la rectus capitis lateralis, în spatele arterei carotide interne și a nervilor care trec prin foramenul jugular. Dedesub, vena și artera se întinde, pe același plan, iar nervii glosofaringian și hipoglos trec înainte printre ele. Nervul vag coboară între și în spatele venei și arterei în aceeași teacă (teaca carotidă), iar accesorul merge oblic înapoi, superficial sau profund până la venă. 
La rădăcina gâtului, vena jugulară internă dreaptă se află la o mică distanță de artera carotidă comună și traversează prima parte a arterei subclaviculară, în timp ce vena jugulară internă stângă se suprapune de obicei arterei carotide comune. 
Vena jugulară internă stângă este în general mai mică decât cea dreaptă și fiecare conține o pereche de valve, care sunt așezate la aproximativ 2,5 cm deasupra terminării venei. 

### Variabilitate
La 9–12% din populația occidentală, dimensiunea, forma sau cursul venei jugulare interne este anormală.  Variante identificate incluzând vene semnificativ mai mici sau nu prezintă funcționalitate.  Diametrul mediu este de 10 mm, dar poate varia între 5 și 35 mm. 

## Afluenții
- Sinusul petrosal inferior
- Vena faringiană
- Vena facială comună
- Vena linguală
- Vena tiroidiană superioară
- Vena tiroidiană mijlocie
- Vena occipitală (uneori)

## Relevanță clinică
Venele jugulare sunt relativ superficiale și nu sunt protejate de țesuturi precum ossau cartilaj . Acest lucru le face sensibile la vătămare. Datorită volumelor mari de sânge care curg prin vene jugulare, deteriorarea acestora poate provoca rapid pierderi semnificative de sânge, ceea ce poate duce la șoc hipovolecmic și apoi la moarte dacă nu este tratat.

### Presiune venoasă jugulară
Întrucât există o pereche de valve între atriul drept al inimii și vena jugulară internă, sângele poate reveni în vena jugulară internă atunci când presiunea din atriu este suficient de mare. Acest lucru poate fi văzut din exterior și permite estimarea presiunii în atriu. Pulsația văzută se numește presiune venoasă jugulară, sau PVJ. Acest lucru este vizualizat în mod normal cu pacientul la 45 de grade întorcându-și ușor capul de la observator. PVJ poate fi ridicată într-o serie de condiții: 
- insuficiență ventriculară dreaptă ( insuficiență cardiacă )
- stenoza tricuspidă
- regurgitare tricuspidă
- tamponare cardiacă

PVJ poate fi, de asemenea, crescut artificial prin aplicarea presiunii asupra ficatului ( refluxul hepatojugular ). Această metodă este utilizată pentru a localiza PVJ și a-l distinge de pulsul carotid. Spre deosebire de impulsul carotid, PVJ este impalpabil. 

### Cateterizarea
Deoarece jugularul intern este mare, central și relativ superficial, este adesea folosit pentru a plasa linii venoase centrale . O astfel de linie poate fi introdusă din mai multe motive, cum ar fi măsurarea cu precizie a presiunii venoase centrale sau administrarea de lichide atunci când o linie într-o venă periferică nu ar fi potrivită (cum ar fi în timpul resuscitării când venele periferice sunt greu de localizat). 
Deoarece jugularul intern variază rar în locația sa, este mai ușor de găsit decât alte vene. Cu toate acestea, uneori atunci când este introdusă o linie, jugularul este ratat și alte structuri, cum ar fi artera carotidă, plămânul sau nervul vag (CN X) sunt puncționate, iar deteriorarea este cauzată de aceste structuri. 

## Imagini suplimentare
- Diagrama care arată finalizarea dezvoltării venelor parietale.
- Venele cavæ și venele azygos, cu afluenții lor.
- Glanda tiroidă și relațiile sale.